# Verzehrbon

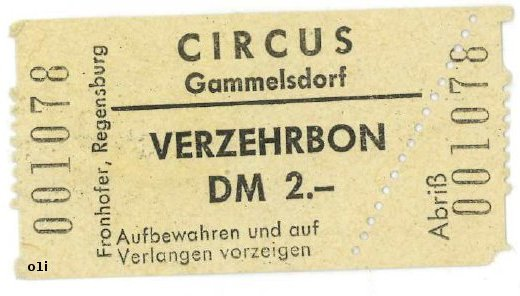
Verzehrbon eines Zirkus (1981)

Ein Verzehrbon ist ein Gutschein, der in einem Gastronomiebetrieb gegen ein bestimmtes Gericht oder eine bestimmte Menge eines Getränks eingelöst werden kann. Verzehrbons werden häufig auf Großveranstaltungen wie Straßenfesten und in Bierzelten eingesetzt, um den organisatorischen Ablauf zu vereinfachen.

## Vorteile
Der Einsatz von Verzehrmarken erlaubt es dem Bedienpersonal, auf einfache Weise mit dem Gast abzurechnen, da bei Bezahlung der Bestellung (die auf den genannten Veranstaltungen meist spätestens zum Zeitpunkt des Servierens erforderlich ist) kein Bargeld mitgeführt werden muss und auf das zeitraubende Abzählen von Wechselgeld beim Kunden verzichtet werden kann. Darüber hinaus existiert in Bierzelten zumeist kein zentrales Kassensystem, so dass jeder Kellner die von ihm servierten Speisen und Getränke direkt an der Theke bezahlen muss. Auch hier vereinfacht der Einsatz von Verzehrbons die Abrechnung, da der Kellner an der Theke – ebenfalls unter Verzicht auf Bargeld – lediglich eine der Größe seiner Bestellung entsprechende Menge an Verzehrbons zu bezahlen hat. Um dennoch eine bare Abrechnung mit dem Gast zu ermöglichen, erwirbt der Kellner vorab beim Wirt eine gewisse Anzahl an Verzehrbons auf Vorrat und rechnet mit dem Gast anschließend mit Bargeld ab.
Insbesondere auf Veranstaltungen, bei denen sich die Gäste ihre Getränke selbst an einer Theke oder einem Verkaufsstand holen müssen, können Getränkemarken eingesetzt werden, um die Ausschankstellen und die Kasse räumlich zu trennen. Der Gast erwirbt zunächst an der Kasse eine oder mehrere Getränkemarken, geht dann zum Ausschank und löst sie dort gegen das gewünschte Getränk ein. Dieser Ansatz hat neben einer reduzierten Chance auf Zechprellerei den Vorteil, dass der Ausschank nicht von den mit Bargeld verbundenen hygienischen Problemen betroffen ist.
Eine weitere Möglichkeit des Einsatzes von Verzehrbons ist die Erhebung eines Mindestverzehrs. So ist es z. B. in Festzelten für Inhaber einer Reservierung durchaus üblich, dass bei Buchung der Reservierung ein Mindestverzehr erhoben wird. Durch die Verwendung von Verzehrbons, die dem Gast vor seinem Besuch berechnet und zugestellt werden, ist auf einfache Weise sichergestellt, dass der Gast mindestens den für seine Reservierung erforderlichen Umsatz generiert.

## Aussehen
Die einfachste Art von Verzehrbons ist als Rolle in verschiedenen Farben im Fachhandel erhältlich. Von dieser können einzelne Marken durch eine Perforation abgetrennt werden. Aufgrund der einfachen Möglichkeit des Erwerbs dieser Rollen und aufgrund fehlender Sicherheitskennzeichen sind diese Getränkemarken jedoch leicht zu fälschen. Um dies zu umgehen, werden diese i. d. R. auf der Rückseite mit dem Stempel des Veranstalters bedruckt.
Alternativ werden Getränke- und sonstige Verzehrmarken häufig als Plastikchips produziert. Hierbei stehen dem Wirt wesentlich mehr Gestaltungsspielräume offen als bei den einfachen Abreiß-Getränkemarken, was die Fälschungssicherheit deutlich erhöht. Darüber hinaus sind derartige Getränkemarken mehrmals verwendbar.
Darüber werden auch Verzehrbons aus Papier – oft mit speziellen Sicherheitsmerkmalen – eingesetzt. Diese Bons vereinen einen relativ niedrigen Produktionspreis mit einer relativen Fälschungssicherheit und der Möglichkeit, z. B. die Gültigkeit auf ein bestimmtes Datum oder eine bestimmte Veranstaltung einzuschränken. Im Gegensatz zu den als Plastikchips ausgeführten Verzehrbons sind sie in der Regel jedoch nicht wiederverwendbar.